# Copa do Nordeste 2002
La Copa do Nordeste 2002 è stata la 7ª edizione della Copa do Nordeste.

## Partecipanti
| Stato               | Squadra (Città)                        |
| ------------------- | -------------------------------------- |
| Alagoas             | CRB (Maceió)                           |
| Alagoas             | CSA (Maceió)                           |
| Bahia               | Bahia (Salvador)                       |
| Bahia               | Fluminense de Feira (Feira de Santana) |
| Bahia               | Vitória (Salvador)                     |
| Ceará               | Ceará (Fortaleza)                      |
| Ceará               | Fortaleza (Fortaleza)                  |
| Paraíba             | Botafogo-PB (João Pessoa)              |
| Paraíba             | Treze (Campina Grande)                 |
| Pernambuco          | Náutico (Recife)                       |
| Pernambuco          | Santa Cruz (Recife)                    |
| Pernambuco          | Sport Recife (Recife)                  |
| Rio Grande do Norte | ABC (Natal)                            |
| Rio Grande do Norte | América-RN (Natal)                     |
| Sergipe             | Confiança (Aracaju)                    |
| Sergipe             | Sergipe (Aracaju)                      |

## Formato
I sedici club si affrontano in un girone all'italiano di sola andata. Le prime quattro classificate si qualificano per i play-off che decreteranno la vincitrice del torneo. La formazione vincitrice potrà partecipare alla Copa dos Campeões 2002.

## Prima fase

### Classifica finale
|  | Pos. | Squadra             | Pt | G  | V  | N | P  | GF | GS | DR  |
|  | ---- | ------------------- | -- | -- | -- | - | -- | -- | -- | --- |
|  | 1.   | Vitória             | 35 | 15 | 11 | 2 | 2  | 38 | 14 | +24 |
|  | 2.   | Bahia               | 27 | 15 | 8  | 3 | 4  | 36 | 21 | +15 |
|  | 3.   | Náutico             | 27 | 15 | 8  | 3 | 4  | 31 | 20 | +11 |
|  | 4.   | Santa Cruz          | 25 | 15 | 8  | 1 | 6  | 17 | 18 | -1  |
|  | 5.   | Fluminense de Feira | 24 | 15 | 7  | 3 | 5  | 16 | 15 | +1  |
|  | 6.   | CRB                 | 24 | 15 | 6  | 6 | 3  | 33 | 24 | +9  |
|  | 7.   | CSA                 | 24 | 15 | 6  | 6 | 3  | 27 | 21 | +6  |
|  | 8.   | América-RN          | 22 | 15 | 6  | 4 | 5  | 16 | 14 | +2  |
|  | 9.   | Fortaleza           | 22 | 15 | 6  | 4 | 5  | 20 | 21 | -1  |
|  | 10.  | Sport Recife        | 20 | 15 | 6  | 2 | 7  | 25 | 27 | -2  |
|  | 11.  | ABC                 | 19 | 15 | 4  | 7 | 4  | 19 | 20 | -1  |
|  | 12.  | Botafogo-PB         | 17 | 15 | 5  | 2 | 8  | 23 | 35 | -12 |
|  | 13.  | Treze               | 16 | 15 | 4  | 4 | 7  | 18 | 27 | -9  |
|  | 14.  | Ceará               | 15 | 15 | 3  | 6 | 6  | 22 | 26 | -4  |
|  | 15.  | Sergipe             | 9  | 15 | 2  | 3 | 10 | 21 | 33 | -12 |
|  | 16.  | Confiança           | 4  | 15 | 1  | 1 | 13 | 14 | 42 | -28 |

Legenda:
      Ammessa ai play-off.
Note:
Tre punti a vittoria, uno a pareggio, zero a sconfitta.

## Seconda fase

### Play-off
|  | Semifinali | Semifinali | Semifinali | Semifinali | Semifinali |  |  | Finale | Finale  | Finale | Finale | Finale |  |
|  |            |            |            |            |            |  |  |        |         |        |        |        |  |
|  | 3          | Náutico    | 0          | 0          | 0          |  |  |        |         |        |        |        |  |
|  | 2          | Bahia      | 0          | 1          | 1          |  |  | 2      | Bahia   | 3      | 2      | 5      |  |
|  | 4          | Santa Cruz | 2          | 0          | 2          |  |  | 1      | Vitória | 1      | 2      | 3      |  |
|  | 1          | Vitória    | 1          | 3          | 4          |  |  |        |         |        |        |        |  |